# LibreOffice
LibreOffice — вільний та крос-платформовий офісний пакет. LibreOffice працює на операційних системах Microsoft Windows, Gnu/Linux та macOS i є одним з провідних вільних аналогів Microsoft Office.
Основним форматом файлу LibreOffice є відкритий формат офісних документів OpenDocument, версія 1.1 якого була затверджена як міжнародний стандарт ISO/IEC 26300:2006/Amd 1:2012; окрім того, LibreOffice підтримує формати Microsoft Office та інших офісних пакетів для досягнення максимальної сумісності.

## Історія
LibreOffice був заснований восени 2010 як незалежне відгалуження (форк) від розробки OpenOffice.org (нині — Apache OpenOffice) через розбіжності поглядів на майбутній розвиток проєкту незалежних розробників і компанії Oracle Corporation, тодішнім власником OpenOffice.org.
Після придбання в 2009 році Sun Microsystems корпорацією Oracle співтовариство розробників вільного офісного пакету OpenOffice.org опинилося на роздоріжжі. У вересні 2010 провідні розробники OpenOffice.org оголосили про створення нової некомерційної організації Document Foundation з метою продовження розвитку офісного пакету як проєкту, незалежного від компанії Oracle. Підтримали ініціативу компанії Canonical, Credativ, Collabora, Google, Novell і Red Hat, а також некомерційні організації Free Software Foundation, Open Source Initiative (OSI), OASIS і GNOME Foundation.
Що стосується Oracle, то до цієї компанії було відправлено запрошення увійти до складу основних членів нової організації. Також розробники запропонували Oracle безоплатно передати в руки нової організації бренд OpenOffice.org. На момент утворення Document Foundation відповіді від Oracle не надійшло, відтак було прийнято рішення, що офісний пакет буде розвиватися під ім'ям LibreOffice.
У грудні 2010 творці BrOffice, популярного бразильського відгалуження від офісного пакету OpenOffice.org, прийняли рішення продовжити подальший розвиток проєкту спільно з командою розробників LibreOffice. BrOffice користується великою популярністю в Бразилії — цим пакетом користується понад 15 млн осіб. У Бразилії сформована досить зріла й велика спільнота розробників BrOffice, яка має намір передати свої напрацювання проєкту LibreOffice і надалі розвивати локалізовану для Бразилії версію спільними зусиллями. Для координації роботи в Бразилії створено Центр просування передового досвіду на базі вільного програмного забезпечення, який, окрім роботи над LibreOffice, буде допомагати й іншим вільним проєктам, а також займатися підготовкою фахівців з вільного програмного забезпечення.

### Перший стабільний випуск

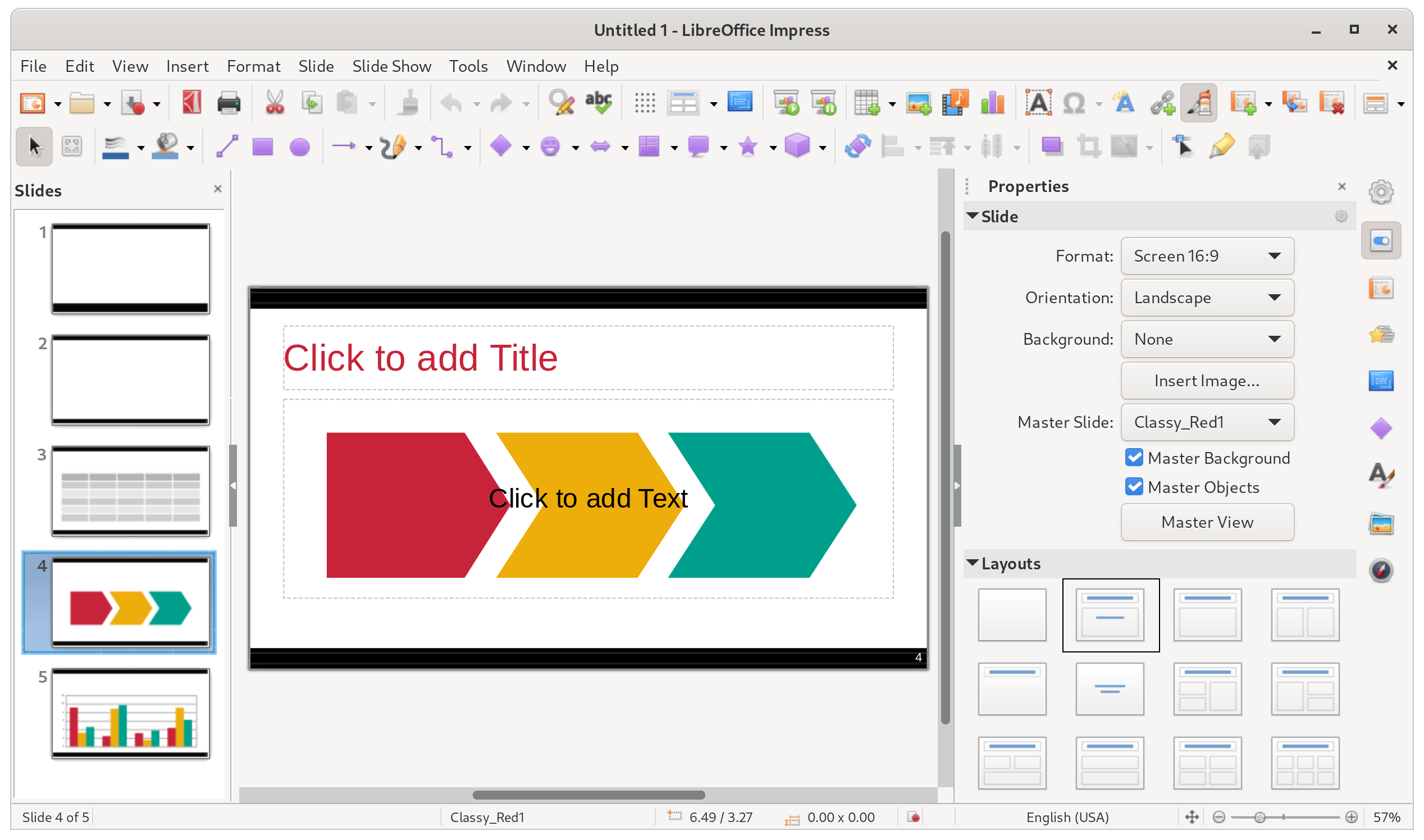
Вікно LibreOffice Impress

25 січня 2011 організація Document Foundation оголосила перший стабільний випуск офісного пакету LibreOffice 3.3. До складу програмного рішення входять текстовий процесор Writer, табличний процесор Calc, майстер презентацій Impress, векторний графічний редактор Draw, редактор формул Math і модуль управління базами даних Base. Перший стабільний випуск LibreOffice включив як зміни, підготовлені до OpenOffice.org 3.3 (наприклад, включені всі 14 стандартних шрифтів PDF-документів), так і нові можливості власне LibreOffice (наприклад імпорт SVG-графіки). Всі застосунки перекладені на десятки мов, включно з українською.
Через день після випуску фондом Document Foundation першої стабільної версії пакету офісних застосунків LibreOffice 3.3 побачила світ портативна збірка продукту, що функціонує безпосередньо з USB-накопичувача на будь-якому комп'ютері під управлінням Windows. Новинка, іменована LibreOffice Portable 3.3, не вимагає установки, не смітить у системі, нічим не поступається стаціонарному варіанту і, бувши налаштованою один раз, завжди працює так, як хоче того користувач.

### Особливості нумерації версій

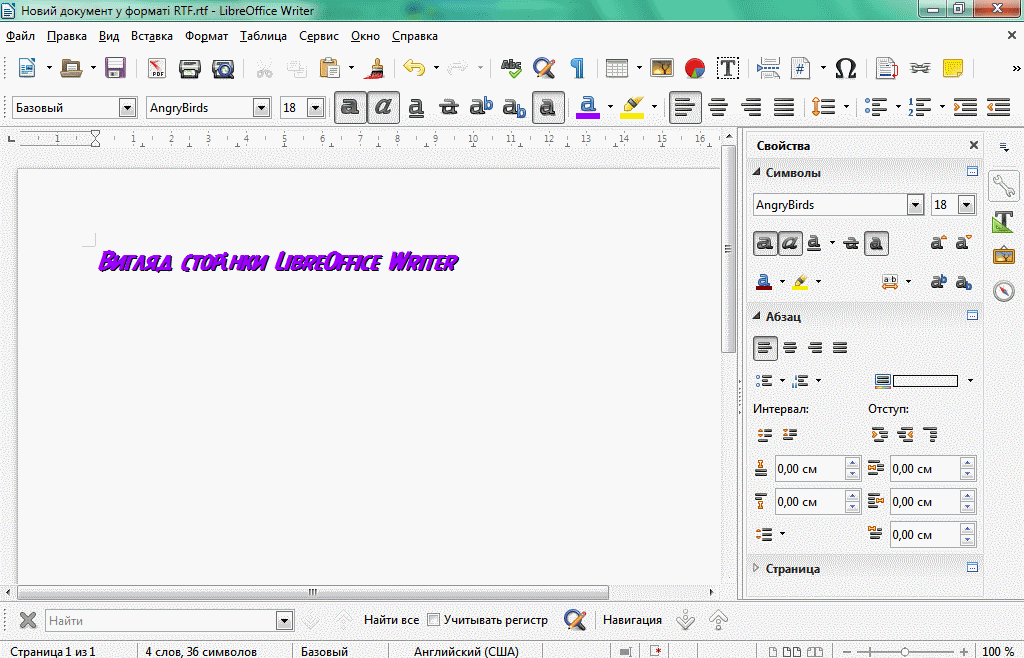
Сторінка, відкрита в текстовому процесорі LibreOfficeWriter.

Починаючи з LibreOffice 3.4, розробниками представлений новий підхід до маркування версій офісного пакету. Перший випуск у новій гілці (наприклад, 3.4.0) буде мати статус фінального релізу, який ще не можна вважати повністю стабільним, але вже не варто розглядати як тестову версію для розробників. Фінальний реліз буде розрахований на використання досвідченими користувачами, які не бояться помилок і готові випробувати нову версію на реальних завданнях.
Через деякий час після фінальної версії будуть доступні коригувальні релізи (3.4.1, 3.4.2 тощо), під час одного з таких випусків (наприклад, 3.4.2) на підставі оцінки якості буде оголошено про готовність LibreOffice до промислової експлуатації, що передбачає можливість широкомасштабного впровадження офісного пакету серед всіх користувачів. Всі нові випуски будуть виходити через фіксовані проміжки часу.

### Розклад випусків LibreOffice
| Випуск | Версія     | Дата виходу       | Опис |
| ------ | ---------- | ----------------- | --- |
| 3.3    | 3.3.0 beta | 14 жовтня 2010    | |
| 3.3    | 3.3.0      | 26 січня 2011     | |
| 3.3    | 3.3.1      | 23 лютого 2011    | |
| 3.3    | 3.3.2      | 22 березня 2011   | |
| 3.3    | 3.3.3      | 16 червня 2011    | |
| 3.3    | 3.3.4      | 17 серпня 2011    | |
| 3.4    | 3.4.0      | 3 червня 2011     | |
| 3.4    | 3.4.1      | 1 липня 2011      | |
| 3.4    | 3.4.2      | 1 серпня 2011     | |
| 3.4    | 3.4.3      | 31 серпня 2011    | |
| 3.4    | 3.4.4      | 9 листопада 2011  | |
| 3.4    | 3.4.5      | 16 січня 2012     | |
| 3.4    | 3.4.6      | 22 березня 2012   | |
| 3.5    | 3.5.0      | 14 лютого 2012    | |
| 3.5    | 3.5.1      | 15 березня 2012   | |
| 3.5    | 3.5.2      | 5 квітня 2012     | |
| 3.5    | 3.5.3      | 2 травня 2012     | |
| 3.5    | 3.5.4      | 30 травня 2012    | |
| 3.5    | 3.5.5      | 11 липня 2012     | |
| 3.5    | 3.5.6      | 15 серпня 2012    | |
| 3.5    | 3.5.7      | 18 жовтня 2012    | |
| 3.6    | 3.6.0      | 8 серпня 2012     | |
| 3.6    | 3.6.1      | 29 серпня 2012    | |
| 3.6    | 3.6.2      | 4 жовтня 2012     | |
| 3.6    | 3.6.3      | 1 листопада 2012  | |
| 3.6    | 3.6.4      | 5 грудня 2012     | |
| 3.6    | 3.6.5      | 30 січня 2013     | |
| 3.6    | 3.6.6      | 11 квітня 2013    | |
| 3.6    | 3.6.7      | 18 липня 2013     | |
| 4.0    | 4.0.0      | 7 лютого 2013     | Теми оформлення, вставляння коментарів у документ |
| 4.0    | 4.0.1      | 6 березня 2013    | Теми оформлення, вставляння коментарів у документ |
| 4.0    | 4.0.2      | 4 квітня 2013     | Теми оформлення, вставляння коментарів у документ |
| 4.0    | 4.0.3      | 9 травня 2013     | Теми оформлення, вставляння коментарів у документ |
| 4.0    | 4.0.4      | 19 червня 2013    | Теми оформлення, вставляння коментарів у документ |
| 4.0    | 4.0.5      | 22 серпня 2013    | Теми оформлення, вставляння коментарів у документ |
| 4.0    | 4.0.6      | 23 жовтня 2013    | Теми оформлення, вставляння коментарів у документ |
| 4.1    | 4.1.0      | 25 липня 2013     | Бокові панелі, поворот зображень, вбудовування шрифтів у документи |
| 4.1    | 4.1.1      | 29 серпня 2013    | Бокові панелі, поворот зображень, вбудовування шрифтів у документи |
| 4.1    | 4.1.2      | 4 жовтня 2013     | Бокові панелі, поворот зображень, вбудовування шрифтів у документи |
| 4.1    | 4.1.3      | 1 листопада 2013  | Бокові панелі, поворот зображень, вбудовування шрифтів у документи |
| 4.1    | 4.1.4      | 18 грудня 2013    | Бокові панелі, поворот зображень, вбудовування шрифтів у документи |
| 4.1    | 4.1.5      | 11 лютого 2014    | Бокові панелі, поворот зображень, вбудовування шрифтів у документи |
| 4.1    | 4.1.6      | 29 квітня 2014    | Бокові панелі, поворот зображень, вбудовування шрифтів у документи |
| 4.2    | 4.2.0      | 30 січня 2014     | Нове стартове вікно, новий рушій у Calc |
| 4.2    | 4.2.1      | 20 лютого 2014    | Нове стартове вікно, новий рушій у Calc |
| 4.2    | 4.2.2      | 13 березня 2014   | Нове стартове вікно, новий рушій у Calc |
| 4.2    | 4.2.3      | 10 квітня 2014    | Нове стартове вікно, новий рушій у Calc |
| 4.2    | 4.2.4      | 8 травня 2014     | Нове стартове вікно, новий рушій у Calc |
| 4.2    | 4.2.5      | 20 червня 2014    | Нове стартове вікно, новий рушій у Calc |
| 4.2    | 4.2.6      | 5 серпня 2014     | Нове стартове вікно, новий рушій у Calc |
| 4.2    | 4.2.7      | 30 жовтня 2014    | Нове стартове вікно, новий рушій у Calc |
| 4.2    | 4.2.8      | 12 грудня 2014    | Нове стартове вікно, новий рушій у Calc |
| 4.3    | 4.3.0      | 30 липня 2014     | |
| 4.3    | 4.3.1      | 28 серпня 2014    | |
| 4.3    | 4.3.2      | 25 вересня 2014   | |
| 4.3    | 4.3.3      | 30 жовтня 2014    | |
| 4.3    | 4.3.4      | 14 листопада 2014 | |
| 4.3    | 4.3.5      | 18 грудня 2014    | |
| 4.3    | 4.3.6      | 20 лютого 2015    | |
| 4.3    | 4.3.7      | 26 квітня 2015    | |
| 4.4    | 4.4.0      | 29 січня 2015     | |
| 4.4    | 4.4.1      | 26 лютого 2015    | |
| 4.4    | 4.4.2      | 2 квітня 2015     | |
| 4.4    | 4.4.3      | 25 квітня 2015    | |
| 4.4    | 4.4.4      | 30 червня 2015    | |
| 4.4    | 4.4.5      | 30 липня 2015     | |
| 4.4    | 4.4.6      | 3 листопада 2015  | |
| 4.4    | 4.4.7      | 10 грудня 2015    | |
| 5.0    | 5.0.0      | 5 серпня 2015     | Підтримка церковнослов'янської мови як стандартної локалі з відповідним функціоналом (відсутня на даний час на інших офісних платформах). [Архівовано 27 лютого 2017 у Wayback Machine.]                                      |
| 5.0    | 5.0.1      | 27 серпня 2015    | Підтримка церковнослов'янської мови як стандартної локалі з відповідним функціоналом (відсутня на даний час на інших офісних платформах). [Архівовано 27 лютого 2017 у Wayback Machine.]                                      |
| 5.0    | 5.0.2      | 23 сентября 2015  | Підтримка церковнослов'янської мови як стандартної локалі з відповідним функціоналом (відсутня на даний час на інших офісних платформах). [Архівовано 27 лютого 2017 у Wayback Machine.]                                      |
| 5.0    | 5.0.3      | 3 листопада 2015  | Підтримка церковнослов'янської мови як стандартної локалі з відповідним функціоналом (відсутня на даний час на інших офісних платформах). [Архівовано 27 лютого 2017 у Wayback Machine.]                                      |
| 5.0    | 5.0.4      | 17 грудня 2015    | Підтримка церковнослов'янської мови як стандартної локалі з відповідним функціоналом (відсутня на даний час на інших офісних платформах). [Архівовано 27 лютого 2017 у Wayback Machine.]                                      |
| 5.0    | 5.0.5      | 15 лютого 2016    | Підтримка церковнослов'янської мови як стандартної локалі з відповідним функціоналом (відсутня на даний час на інших офісних платформах). [Архівовано 27 лютого 2017 у Wayback Machine.]                                      |
| 5.0    | 5.0.6      | Ще невідомо.      | Підтримка церковнослов'янської мови як стандартної локалі з відповідним функціоналом (відсутня на даний час на інших офісних платформах). [Архівовано 27 лютого 2017 у Wayback Machine.]                                      |
| 5.1    | 5.1.0      | 10 лютого 2016    | |
| 5.1    | 5.1.1      | 10 березня 2016   | |
| 5.1    | 5.1.2      | 7 квітня 2016     | |
| 5.1    | 5.1.3      | 12 травня 2016    | Найбільш помітною зміною є забезпечення роботи з даними в Google Drive на платформах Linux і OS X (раніше виникали проблеми при спробі входу в Google Drive з даних платформ). [Архівовано 14 травня 2016 у Wayback Machine.] |
| 5.2    | 5.2.0      | 23 червня 2016    | |
| 5.3    | 5.3.0      | 1 лютого 2017     | Підтримка вертикально орієнтованих рядків (для традиційного монгольського письма). Підтримка сілезької мови та угорських рун.                                                                                                 |

## Компоненти LibreOffice
| Модуль              |  | Файли | Примітки                                                                                | Схожі застосунки                                                                                               |
| ------------------- |  | ----- | --------------------------------------------------------------------------------------- | --- |
| LibreOffice Writer  |  | .odt  | Текстовий процесор та візуальний редактор HTML                                          | OpenOffice.org Writer AbiWord KWord Microsoft Word Pages TextMaker                                             |
| LibreOffice Calc    |  | .ods  | Табличний процесор                                                                      | OpenOffice.org Calc Gnumeric KSpread Microsoft Excel Numbers PlanMaker                                         |
| LibreOffice Impress |  | .odp  | Програма підготовки презентацій                                                         | OpenOffice.org Impress Keynote KPresenter Microsoft PowerPoint SoftMaker Presentations                         |
| LibreOffice Base    |  | .odb  | Механізм підключения до зовнішніх СУБД та вбудованих СУБД HSQLDB, Firebird (з вер. 4.2) | OpenOffice.org Base Kexi Microsoft Access                                                                      |
| LibreOffice Draw    |  | .odg  | Векторний графічний редактор                                                            | Inkscape OpenOffice.org Draw Adobe Illustrator CorelDRAW Dia Kivio Microsoft Expression Design Microsoft Visio |
| LibreOffice Math    |  | .odf  | Редактор формул                                                                         | OpenOffice.org Math KFormula MathType Microsoft Equation Tools Math Input Panel                                |

## Репозиторії доповнень і шаблонів
У жовтні 2011 організація Document Foundation запустила в експлуатацію два репозиторії: extensions.libreoffice.org і templates.libreoffice.org, в яких представлена колекція доповнень і шаблонів типових форм документів і макетів оформлення презентацій. Під доповненнями розуміються інструменти, які можуть бути додані або вилучені незалежно від основного застосунку LibreOffice. Доповнення можуть як додавати принципово нові можливості, так і розширювати або спрощувати роботу з наявною функціональністю.
В каталоги приймаються тільки доповнення та шаблони під вільними ліцензіями. Для виділення найкорисніших і найцікавіших елементів кожному з доповнень присвоюється певний рейтинг, обчислений на основі позитивних і негативних відгуків користувачів. Інтерфейс каталогів написаний на мові Python з використанням платформи Plone.

## Використання

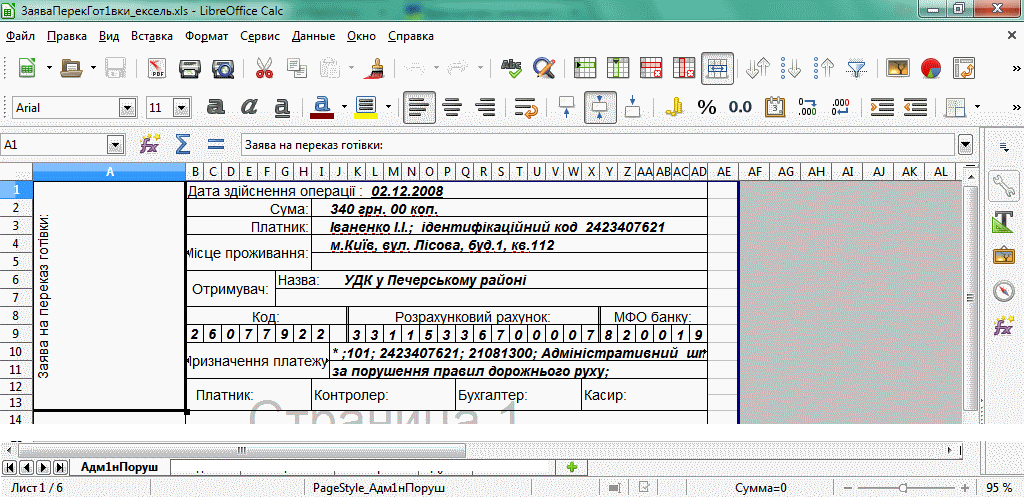
Сторінка (інтерфейс) LibreOfficeCalc, аналог Excel

LibreOffice — потужний офісний пакет, що повністю сумісний з 32/64-бітними системами. Перекладений більш ніж 30 мовами світу. Підтримує більшість популярних операційних систем, включаючи GNU/Linux, Microsoft Windows і Mac OS X.
LibreOffice повністю безкоштовний і має відкритий сирцевий код, отже, будь-який користувач на власний розсуд має можливість безкоштовно завантажувати, використовувати і вивчати LibreOffice. LibreOffice безкоштовний як для приватного, так і для освітнього або комерційного використання. Може використовуватися без будь-яких ліцензійних зборів будь-ким.

## Відзнаки
У 2011 році LibreOffice був визнаний найкращим відкритим проєктом за версією InfoWorld BOSSIE Award 2011 і найпопулярнішим проєктом на думку Open World Forum Experiment Award.